# Brou (Eure i Loir)
Brou és un municipi francès, situat al departament de l'Eure i Loir i a la regió de Centre – Vall del Loira. L'any 2007 tenia 3.566 habitants.

## Demografia

### Població
El 2007 la població de fet de Brou era de 3.566 persones. Hi havia 1.715 famílies, de les quals 686 eren unipersonals (282 homes vivint sols i 404 dones vivint soles), 575 parelles sense fills, 338 parelles amb fills i 116 famílies monoparentals amb fills.
La població ha evolucionat segons el següent gràfic:
Habitants censats

### Habitatges
El 2007 hi havia 1.998 habitatges, 1.735 eren l'habitatge principal de la família, 69 eren segones residències i 194 estaven desocupats. 1.517 eren cases i 478 eren apartaments. Dels 1.735 habitatges principals, 1.025 estaven ocupats pels seus propietaris, 671 estaven llogats i ocupats pels llogaters i 39 estaven cedits a títol gratuït; 35 tenien una cambra, 187 en tenien dues, 510 en tenien tres, 534 en tenien quatre i 469 en tenien cinc o més. 1.060 habitatges disposaven pel capbaix d'una plaça de pàrquing. A 942 habitatges hi havia un automòbil i a 408 n'hi havia dos o més.

### Piràmide de població
La piràmide de població per edats i sexe el 2009 era:
| Homes | Edats   | Dones |
| ----- | ------- | ----- |
| 4     | 95 o +  | 22    |
| 14    | 90 a 94 | 38    |
| 34    | 85 a 89 | 87    |
| 46    | 80 a 84 | 61    |
| 87    | 75 a 79 | 145   |
| 135   | 70 a 74 | 145   |
| 142   | 65 a 69 | 153   |
| 113   | 60 a 64 | 145   |
| 59    | 55 a 59 | 90    |
| 89    | 50 a 54 | 83    |
| 141   | 45 a 49 | 135   |
| 133   | 40 a 44 | 137   |
| 103   | 35 a 39 | 125   |
| 127   | 30 a 34 | 101   |
| 110   | 25 a 29 | 85    |
| 92    | 20 a 24 | 63    |
| 78    | 15 a 19 | 95    |
| 121   | 10 a 14 | 93    |
| 90    | 5 a 9   | 74    |
| 48    | 0 a 4   | 79    |

## Economia
El 2007 la població en edat de treballar era de 1.938 persones, 1.403 eren actives i 535 eren inactives. De les 1.403 persones actives 1.251 estaven ocupades (682 homes i 569 dones) i 152 estaven aturades (67 homes i 85 dones). De les 535 persones inactives 221 estaven jubilades, 123 estaven estudiant i 191 estaven classificades com a «altres inactius».

### Ingressos
El 2009 a Brou hi havia 1.700 unitats fiscals que integraven 3.423,5 persones, la mediana anual d'ingressos fiscals per persona era de 15.896 €.

### Activitats econòmiques
Dels 230 establiments que hi havia el 2007, 1 era d'una empresa extractiva, 7 d'empreses alimentàries, 3 d'empreses de fabricació de material elèctric, 1 d'una empresa de fabricació d'elements pel transport, 16 d'empreses de fabricació d'altres productes industrials, 14 d'empreses de construcció, 71 d'empreses de comerç i reparació d'automòbils, 11 d'empreses de transport, 18 d'empreses d'hostatgeria i restauració, 1 d'una empresa d'informació i comunicació, 17 d'empreses financeres, 14 d'empreses immobiliàries, 14 d'empreses de serveis, 27 d'entitats de l'administració pública i 15 d'empreses classificades com a «altres activitats de serveis».
Dels 59 establiments de servei als particulars que hi havia el 2009, 1 era una oficina d'administració d'Hisenda pública, 1 gendarmeria, 1 oficina de correu, 6 oficines bancàries, 1 funerària, 5 tallers de reparació d'automòbils i de material agrícola, 1 taller d'inspecció tècnica de vehicles, 2 autoescoles, 3 paletes, 1 guixaire pintor, 3 fusteries, 4 lampisteries, 1 electricista, 1 empresa de construcció, 7 perruqueries, 2 veterinaris, 11 restaurants, 7 agències immobiliàries i 1 tintoreria.
Dels 46 establiments comercials que hi havia el 2009, 3 eren supermercats, 1 un supermercat, 1 una gran superfície de material de bricolatge, 4 fleques, 5 carnisseries, 1 una botiga de congelats, 2 llibreries, 12 botigues de roba, 2 botigues d'equipament de la llar, 4 sabateries, 2 botigues d'electrodomèstics, 1 una botiga d'electrodomèstics, 2 botigues de material esportiu, 1 un drogueria, 2 joieries i 3 floristeries.
L'any 2000 a Brou hi havia 35 explotacions agrícoles que ocupaven un total de 1.501 hectàrees.

## Equipaments sanitaris i escolars
El 2009 hi havia 1 un hospital de tractaments de llarga durada, 2 farmàcies i 1 ambulància. El 2009 hi havia dues escoles maternals i dues escoles elementals. Brou disposava de dos col·legis d'educació secundària amb 497 alumnes.

## Poblacions properes
El següent diagrama mostra les poblacions més properes.